# РЕП (залізнична платформа)
РЕП — пасажирська зупинна залізнична платформа Луганської дирекції Донецької залізниці.
Розташована у м. Луганськ, Луганська міська рада, Луганської області, на початку колишньої станції Луганськ-Вантажний. Платформа розташована на лінії Іллєнко — Родакове між станціями Луганськ (2 км) та Імені Кашпарова М.А. (1 км).
Через військову агресію Росії на сході Україні транспортне сполучення припинене, водночас керівництво так званих ДНР та ЛНР заявляло про запуск електропоїзда сполученням Луганськ — Ясинувата, що підтверджує сайт Яндекс.